# 椎名愛弓
椎名愛弓（1969年8月29日—），日本漫畫家。本名三好明美，出生於日本愛媛縣。血型為B型，亦是倉橋繪里花的摯友。
1987年《Ribon Original 秋之號》（秋の号）發表處女作《淚的傳言》（涙のメッセージ），之後便成為《Ribon》活躍的主力漫畫家。
第一部連載作品是1989年《Ribon 6月號～9月號》（6月号～9月号）的《彼得潘的天空》，單行本全一冊。之後陸續出版《猜心遊戲》2冊、《愛情真偉大》4冊、《愛情躲貓貓》5冊、《娃娃愛你》9冊、《獻給你的童話》全一冊、《企鵝兄弟》（企鵝男孩）5冊、《愛情轉轉轉》2冊、《獻給你的童話─月夜舞姬》全一冊、以及《Dream Medicine》（ドリーム メディシン，尚無正式中文譯名）全一冊。其中以《愛情躲貓貓》、《娃娃愛你》著稱。

## 作品

### 在《Ribon》的作品
- 《彼得潘的天空》（ピーターパンの空，全1冊）。

包含了椎名愛弓早期的兩個短篇漫畫：《彼得潘的天空》和《淚的傳言》。
- 《猜心遊戲》（マインド・ゲーム，全2冊）。

除了猜心遊戲外，還有椎名愛弓早期的兩個短篇漫畫：和。
- 《愛情真偉大》（全4冊）

除了愛情真偉大外，還有椎名愛弓早期的四個短篇漫畫，分別是：第三冊的、和第四冊的。
- 《愛情躲貓貓》（全5冊）。
- 《娃娃愛你》（全9冊）。
- 《獻給你的童話》（全1冊）。
- 《企鵝兄弟》（全5冊）。
- 《愛情轉轉轉》（全2冊）。

除了愛情轉轉轉，亦包括短篇漫畫。
- 《獻給你的童話─月夜舞姬》（全1冊）。
- 《Dream Medicine》（ドリーム メディシン，全1冊）